# Mauro Luciano Baesso
Mauro Luciano Baesso é um físico brasileiro, professor titular da Universidade Estadual de Maringá (UEM), reconhecido internacionalmente por suas contribuições nas áreas de fenômenos fototérmicos e fotoacústicos, com aplicações em materiais avançados, diagnóstico biomédico e fontes de luz.

## Formação acadêmica
Baesso graduou-se em Física pela UEM em 1984. Obteve o título de mestre (1987) e doutor (1990) em Física pela Universidade Estadual de Campinas (UNICAMP), com foco em espectroscopia fotoacústica e estudo de vidros especiais. Em 1994, concluiu seu pós-doutorado na University of Manchester (UMIST), no Reino Unido. Também atuou como professor visitante no ETH Zurich (2020) e na University of Manchester (2024).[carece de fontes?]

## Carreira
Desde 1990, Baesso é professor do Departamento de Física da UEM. Fundou o Grupo de Estudos de Fenômenos Fototérmicos (GEFF), referência nacional e internacional na aplicação de técnicas ópticas não destrutivas para caracterização de materiais. Sua atuação envolve:
- Propriedades térmicas e ópticas de vidros e biomateriais;
- Desenvolvimento de lasers de estado sólido para aplicações biomédicas;
- Diagnóstico espectroscópico de doenças hepáticas e câncer;
- Desenvolvimento de sensores ópticos para detecção de substâncias psicoativas;
- Fotoconversores para melhorar a eficiência de células solares.[2]

## Produção científica
Possui mais de 419 artigos científicos publicados em periódicos indexados, totalizmendo  mais de 9.000 citações que conferem um fator h 46 (até maio de 2025) . Já orientou cerca de 74 dissertações e teses, além de vários estágios de pós-doutorado.

## Prêmios e reconhecimento
- Prêmio Sênior da International Photoacoustic and Photothermal Association (IPPA), 2022;[5][6]
- Bolsista de Produtividade em Pesquisa do CNPq - Nível 1A desde 2015;
- Editor convidado das revistas Journal of Non-Crystalline Solids, Optical Materials e Photoacoustics.

## Administração e liderança
- Reitor da Universidade Estadual de Maringá (2014–2018);
- Diretor do Centro de Ciências Exatas (2008–2012);
- Coordenador dos programas de mestrado (1997) e doutorado (2000) em Física da UEM;
- Coordenador de diversos projetos apoiados pelo CNPq, FINEP, Fundação Araucária e instituições internacionais.[carece de fontes?]

## Projetos de destaque
- Tomografia optoacústica hiperespectral em cooperação com o ETH Zurich;
- Núcleo de Ciência e Tecnologia em Óptica Avançada para Promoção da Qualidade de Vida (NPPROVIDA);
- Desenvolvimento de sensores ópticos para drogas psicoativas;
- Conversores espectrais para aumento de eficiência fotovoltaica;
- Projetos aplicados à saúde humana, como diagnóstico de esteatose hepática e fototerapia antimicrobiana.

## Afiliações e colaborações
- Membro da International Photoacoustic and Photothermal Association (IPPA);
- Membro da Raman International Optronics Society (RIOS);
- Colaborador de instituições como ETH Zurich (Suíça), Xiamen University (China), CINVESTAV (México) e várias universidades brasileiras.